# Janet Townsend
Pour les articles homonymes, voir Townsend.
Janet Gabriel Townsend, née en 1944 à Denham et morte le 5 mai 2023 est une géographe féministe anglaise. Pionnière dans l'étude de la géographie du genre dans des pays où les populations disposent de faibles revenus, ses travaux sont marqués par sa méthode, travailler de manière collaborative avec les communautés locales, tout en favorisant leur autonomie et en tenant compte du statut de l'universitaire étudiant sur ces terrains.

## Biographie
Janet Townsend est née le 1944 à Denham. Elle est enseignante à l'université de Durham jusqu'en 2004, donnant les premiers cours de géographie du genre au Royaume-Uni, de 1987 à 2004. Elle est chercheuse à l'université de Newcastle jusqu'en 2012. Elle meurt le 5 mai 2023.

## Travaux
Les recherches de Janet Townsend se placent dans le domaine de la géographie féministe où elle est pionnière dans l'étude des femmes dans les pays à bas revenus. Elle mobilise l'enquête participative, où elle est pionnière, dans différents terrains d'abord en Colombie, au Mexique, en Inde et au Ghana,. Elle se fait notamment remarquer pour ses choix de travailler avec les chercheuses locales et son attention aux enjeux de pouvoir des universitaires occupant un poste permanent dans un établissement avec peu de financements.
Ses premières recherches portent sur les paysans de Colombie présents sur les fronts pionniers d'Amazonie et leurs moyens de subsistance avant de s'intéresser spécifiquement aux paysannes qui y sont présentes. Elle montre que, d'abord suiveuses de leurs maris, cette migration loin de leur milieu d'origine leur permet ensuite de gagner en autonomie. Cela passe par exemple par la langue espagnole, que ces femmes qui n'ont pas été à l'école apprennent sur le front pionnier. Elle approfondit ensuite ses recherches sur les processus permettant l'autonomisation des femmes au Ghana et au Mexique, toujours en s'appuyant sur les structures locales. Ses travaux conduisent à la publication de l'un des premiers ouvrages sur la géographie du genre dans les pays dits du Tiers Monde,. Ils sont complétés par plusieurs atlas et rapports pour les ONG et les gouvernements locaux,.

## Hommages et récompenses
Prix Edward Heath de la Royal Geographical Society pour ses travaux sur les femmes et le développement en 2005,.
En son honneur, l'université de Durham décerne à partir de 2021 le prix Janet Townsend de décolonisation de la géographie.

## Publications
- (en) Janet G. Townsend, Women's voices from the rainforest, Routledge, coll. « International studies of women and place », 1995 (ISBN 978-0-415-10532-3 et 978-0-415-10531-6)
- (en) Janet Townsend, Pilar Alberti, Marta Mercado, Jo Rowlands et Zapata Rowlands, Women and power: fighting patriarchies and poverty, Zed Books, 1999 (ISBN 978-1-85649-804-3)
- (en) Gina Porter, Janet Townsend et Kate Hampshire, Children and Young People as Knowledge Producers, 2018, 110 p. (ISBN 978-1138383197)
- (en) Janet G. Townsend, Geography of gender in the Third World: papers from meeting of the Women and Geography Study Group of the Inst. of British Geographers, Hutchinson [u.a.], 1987 (ISBN 978-0-09-170821-4, 978-0-88706-441-8 et 978-0-88706-440-1)
- (en) Saraswati Raju, Peter J. Atkins et Janet G. Townsend, Atlas of Women and Men in India, 2000, 130 p. (ISBN 978-9057270246)